# 纠缠的生命
《纠缠的生命：真菌如何创造我们的世界》（英語：Entangled Life: How Fungi Make Our Worlds, Change Our Minds & Shape Our Futures）是英国真菌學学家默林·谢尔德雷克创作的一本关于植物与真菌共生菌根的科普作品，2020年5月由兰登书屋出版，获2021年的英国皇家学会科学图书奖和英国国家图书奖提名。